# Samaří

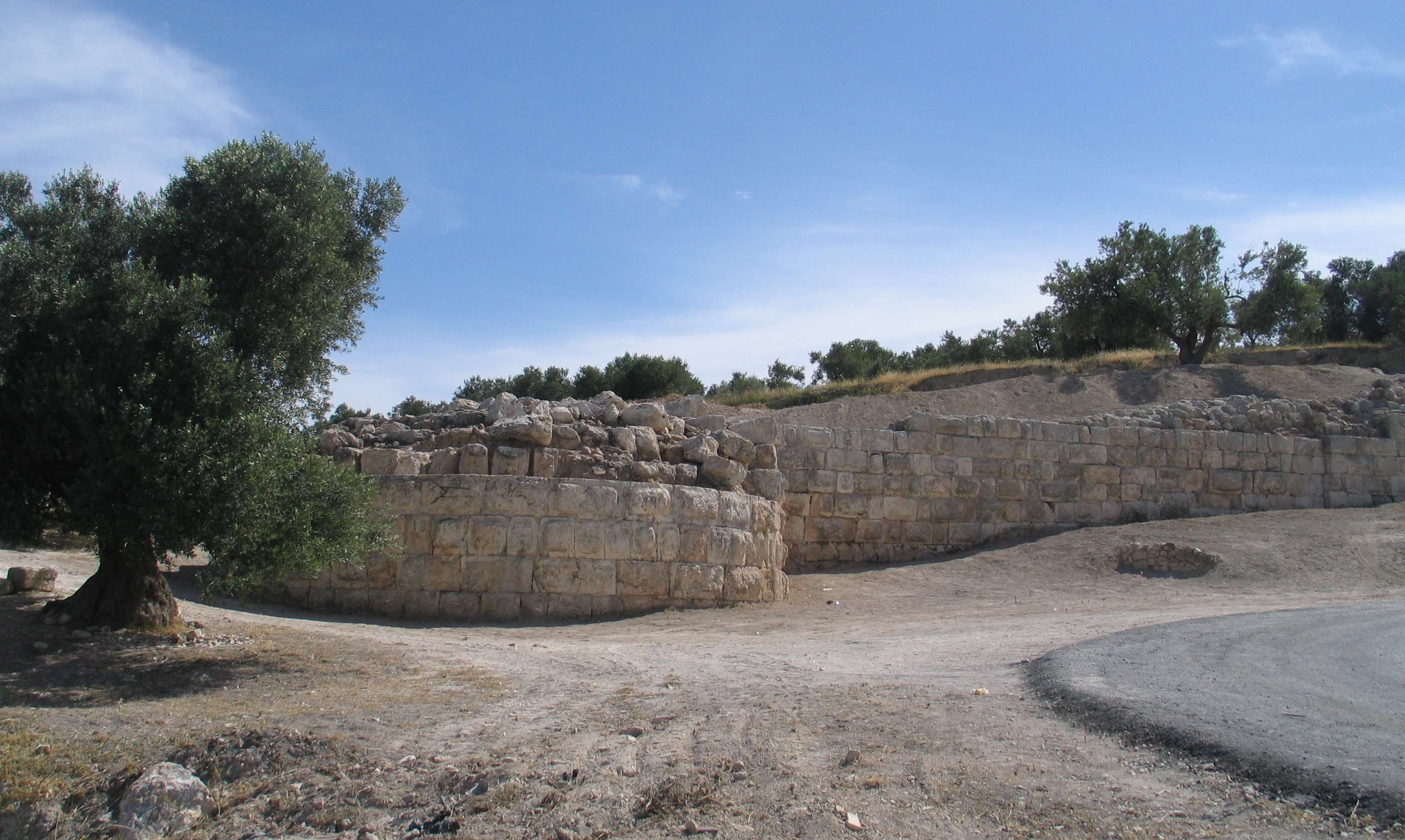
Zbytky hradeb

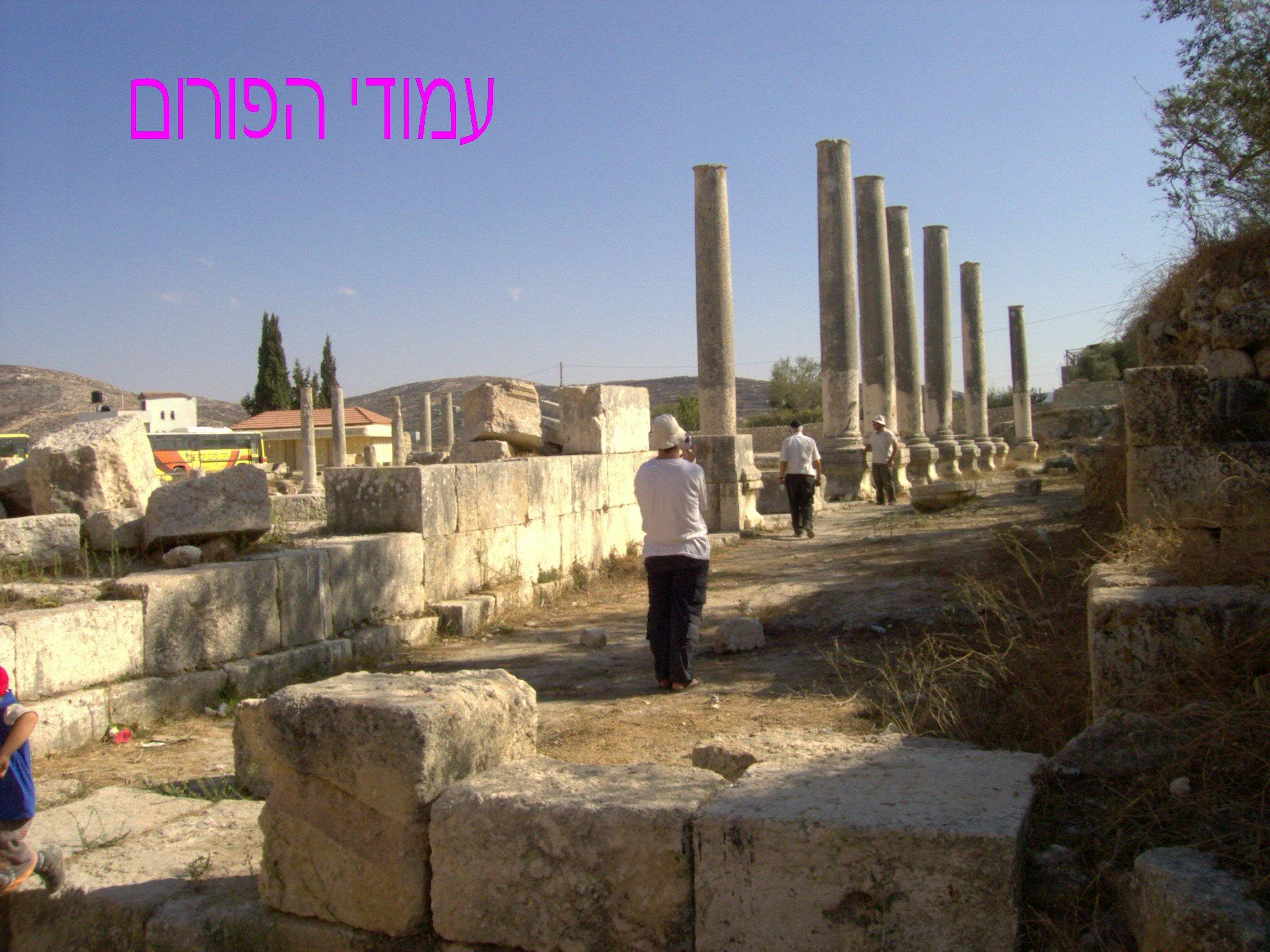
Zříceniny fora

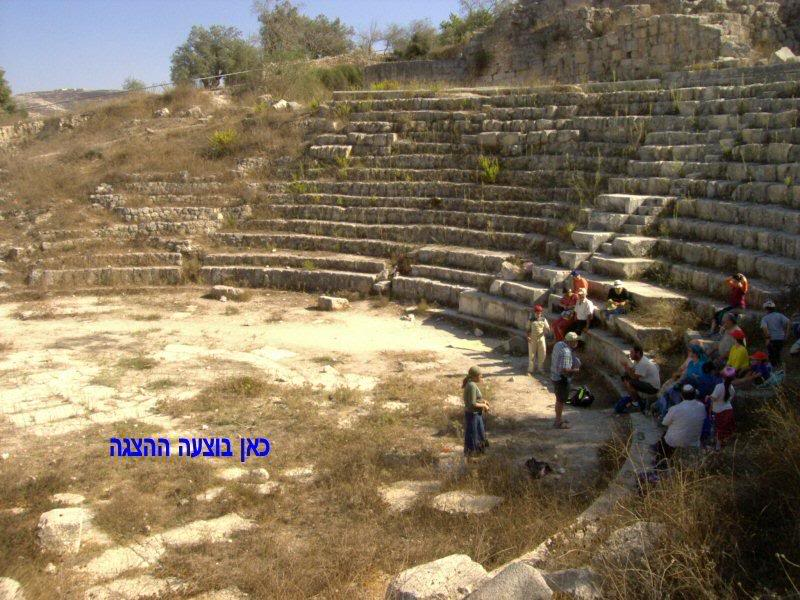
Římské divadlo

Samaří (hebrejsky שומרון Šomron, řecky Σεβαστη Sebasté) bylo město v Samařsku v dnešním Izraeli, v oblasti palestinské autonomie na západním břehu Jordánu, asi 10 km severozápadně od moderního města Náblus (ve starověku Sichem). Podle tohoto města a kraje se také nazývá nábožensko-etnická skupina Samaritánů, kteří zde vznikli.

## Historie
Město založil izraelský král Omrí (886–875 př. n. l.) a učinil z něj hlavní město „severního“ Izraelského království, místo dřívějšího města Tirza. Bylo dobyto a zničeno v roce 722 př. n. l. asyrským králem Salmanassarem V. a následně král Sargon II. odvedl bohatší obyvatele do Asýrie a nahradil je mezopotámskými přistěhovalci. Ti sice časem patrně přijali izraelské náboženství a Tóru, ovšem s jistými odlišnostmi. Samaritánský Pentateuch je psán zvláštním písmem a text se často shoduje s odchylkami řeckého překladu (Septuaginta). Centrem samařské bohoslužby se stala blízká hora Gerizim, kde podle izraelských pověstí měl Abrahám obětovat syna Izáka. Tím patrně začalo napětí až nepřátelství mezi Samařany a judskými Židy. Město se stalo centrem asyrské a posléze babylonské provincie Samerina. Za perské vlády (od konce 6. do konce 4. století př. n. l.) bylo Samaří sídlem rodu Sanballatovců, správců na území bývalého Judska a Izraele. Když se Izraelité v 6. století př. n. l. začali vracet z babylonského zajetí, Samařané také nabízeli pomoc při obnově jeruzalémského chrámu, byli však odmítnuti.Ezd 4, 1 (Kral, ČEP) Město dobyl Alexandr Veliký a roku 107 př. n. l. je zbořil Hasmoneovec Jan Hyrkán. První starověký římský císař Augustus je věnoval králi Herodovi, který je obnovil a rozšířil a k poctě Augustově nazval Sebasté (řecká podoba jména Augustus). Když však roku 72 založil císař Vespasianus v sousedství město Flavia Neapolis, ztratila Samarie-Sebasté význam a v byzantské době byla definitivně opuštěna.

## Pamětihodnosti
Z dávné izraelské minulosti se zachovaly zbytky hradeb, které zbudoval syn a nástupce krále Omrího Achab a palác o rozměrech 24 x 27 m. Z helénské a římské doby se zachovaly impozantní zbytky divadla a baziliky, sloupořadí na foru a našly se i zajímavé plastiky ze slonoviny. Křižácký chrám sv. Jana ze 12. století slouží jako mešita a uctívá se v něm hrob sv. Jana Křtitele.